# Mordellistena semipygmaeola
Mordellistena semipygmaeola es una especie de coleóptero de la familia Mordellidae.

## Distribución geográfica
Habita en Mongolia.